# 格盧斯克區
格盧斯克區（羅馬化：Glusskiy rayon）是白俄羅斯東部莫吉廖夫州的一個區，行政中心为格卢斯克，面積1,335.44平方公里，2009年人口16,457，人口密度每平方公里12.32人。